# Дејвид Которн Хејнс
Дејвид Которн Хејнс (енгл. David Cawthorne Haines; Источни Јоркшир, 9. мај 1970 — Сиријска пустиња, 13. септембар 2014) био је британски хуманитарни радник којег су у Сирији убили џихадисти.
Отет је 2013, а снимак његовог убиства објављен је 13. септембра 2014. на Јутјубу. Которн Хејнс је, након Џејмса Фолија и Стивена Џоела Сотлофа, трећа жртва екстремиста у периоду од неколико месеци. Радио је за разне хуманитарне организације, као нпр. Нонвајолент пикфорк, Арбајтер самаритер банд и Хендикеп интернашонал. Године 2000. дошао је у Хрватску као шеф као шеф петрињске и книнске канцеларија немачке хуманитарне организације Арбајтер самаритер банд. Оженио се Сишчанком Драганом Продановић са којом је имао једно дете. Почетком 2013. отишао је у Сирију. Отет је у Сиријској провинцији Идлиб. На снимци погубљења америчког новинара Стивена Џоела Сотлофа, џихадисти су запретили да ће погубити и Дејвида Хајнса уколико се не прекину ваздушни напади на Сирију и Ирак.